# Bahlul Khan Lodi

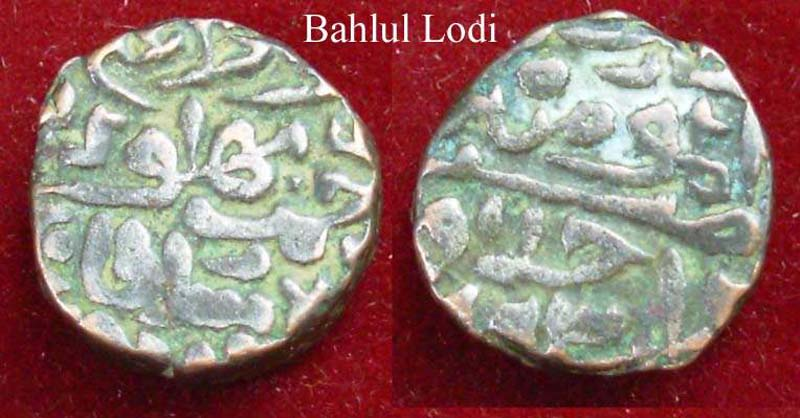
Zilveren munt van Bahlul Lodi.

Bahlul Khan Lodi (Pasjtoe: بهلول لودي; gestorven 1489) was sultan van Delhi van 1451 tot 1489. Hij stichtte de Lodidynastie nadat de laatste Sayyidensultan was afgetreden.
Bahlul Lodi was een lid van de Pathaanse (Afghaanse) Lodistam, die zich in het kielzog van de sultans van Delhi had gevestigd rond de stad Multan in de Punjab. Na de dood van zijn oom en schoonvader, Malik Sultan, volgde Bahlul Lodi hem op als gouverneur van Sirhind. Hij diende verschillende Sayyidensultans van Delhi als bestuurder en legeraanvoerder. Zijn hobby was het fokken van paarden en hij wist aanzienlijke rijkdom en macht te vergaren door de verkoop van deze dieren aan de sultan. Nadat hij sultan Muhammad Shah van Delhi te hulp was geschoten door een inval van de sultan van Malwa te voorkomen, groeide zijn invloed en macht over het hof tot ongekende proporties. In feite bestuurde hij de Punjab als zelfstandig vorst.
Bahlul Lodi's eerste poging zelf sultan te worden was in 1443. In 1447 volgde een volgende poging Delhi te veroveren. De laatste Sayyidensultan, Alam Shah, besloot in 1448 af te treden om zich terug te trekken in zijn paleis in Badaun. Hij zou daar in 1478 een natuurlijke dood sterven. Bahlul Lodi's benoeming tot sultan ging niet zonder verzet van groepen notabelen, maar in 1451 werd hij tot sultan van Delhi benoemd.
Als sultan wist hij het centraal gezag te versterken. Hij sloeg diverse opstanden neer en veroverde nieuwe gebieden, zoals bij de verovering van het sultanaat Jaunpur in 1479. Hij benoemde zijn oudste zoon, Barbak Shah, tot gouverneur van Jaunpur en benoemde een andere zoon, Nizam Khan, tot zijn opvolger. Op den duur bleek dit problematisch, omdat er na zijn dood een strijd tussen zijn zoons uitbrak om de opvolging. Nizam Khan wist sultan te worden en regeerde Delhi onder de naam Sikandar Lodi.